# حشره‌خوار لاموت
 حشره‌خوار لاموت (نام علمی: Crocidura lamottei) نام یک گونه از سرده حشره‌خوارهای دندان‌سفید است.